# Ferreñafe
Ferreñafe – miasto na północy Peru, położone w regionie Lambayeque, stolica prowincji Ferreñafe i dystryktu Ferreñafe.

## Historia
Miasto zostało założone 13 grudnia 1550 przez hiszpańskiego kapitana Alonso de Oriso. W czasach prekolumbijskich obszar ten był zamieszkany przez ludność z kultury Sicán. Do dziś mieszkańcy zachowali część wierzeń szamanistycznych obok katolicyzmu, nazywając je miastem „podwójnej wiary”. W Ferreñafe znajduje się Muzeum Narodowe Sicán, w którym znajduje się wiele dokumentów i artefaktów z czasów prekolumbijskich odnalezionych na obszarze Batán Grande. 